# Джамбейтинское восстание
Джамбе́йтинское восста́ние (каз. Жымпиты көтерілісі) — вооружённое выступление бывших джигитов алашской милиции в городе Джамбейты против Западного отделения Алаш-Орды.

## Ход восстания
Восстание началось 24 ноября (7 декабря) 1918 года около 12 часов дня. Причиной стало нежелание алашских милиционеров подчиниться распоряжению Алаш-Орды, основанному на соглашении с войсковым правительством Уральского казачьего войска. Джигитам было приказано идти на фронт для борьбы с большевиками. В посёлке Джамбейты этому распоряжению было оказано вооруженное сопротивление джигитов численностью 300 человек, служившим до этого в алашской милиции. В конном строю восставшие джигиты выехали из казармы на базарную площадь, открыли стрельбу из винтовок, затем двинулись в почтовую кантору, перерезали телеграфные провода и, разделившись на несколько отдельных бригад, стали офицеров и членов правительства Алаш-Орды.
Восставшие джигиты освободили из арестантского дома всех арестантов в количестве 68 человек, разграбили оружейные склады, интендантский полковой склад, раздали арестантам лошадей из конного запаса, вооружили их винтовками, патронами и совершили нападение на местные учреждения. Были сожжены почти все дела в уездном алаш-ординском суде, штабе алашской милиции, алаш-ординском интендантстве, уездной земской управе, уездной земской милиции и канцелярии комиссара. Восставшие похитили денежный ящик в помещении уездной управы, в котором находилось около миллиона рублей, принадлежавших отделению Алаш-Орды.
Председатель правительства Западного отделения Алаш-Орды Жаханша Досмухамедов, и начальник штаба алашской милиции Студеникин ушли в степь, остальные должностные лица скрывались в посёлке. Одна часть офицеров покинула посёлок в самом начале беспорядков, другая выехала оттуда в два часа ночи, и шесть офицеров во главе с подполковником Кирилловым остались в Джамбейте. В ходе беспорядков был легко ранен в голову один прапорщик, убит юнкер Сайлин. Из арестантов, присоединившихся к восставшим, убит один. К наступлению ночи джигиты и арестанты выдвинулись на посёлки Каратюбе и Уил, с целью взбунтовать Уильский алаш-ординский гарнизон. Сразу же после этого восставшие планировали двинуться на Темир и присоединиться там к большевикам, или вернуться в Джамбейту чтобы продолжить восстание.
Ночью в здании земской больницы произошло совещание, на которое собрались все члены областной управы и другие должностные лица и офицеры. По обсуждении положения, совещание постановило за отсутствием двух членов отделения Алаш-Орды:

временно передать всю полноту власти Уильской областной земской управе, назначить командующим киргизской народной милиции подполковника Кириллова, организовать для охраны порядка вооруженную дружину, образовать для расследования беспорядков чрезвычайную следственную комиссию, просить войсковое правительство Яицкого Уральского войска прислать в Джамбейту в распоряжение командующего войсками воинскую часть, с каковой целью отправить в Уральск делегацию в составе председателя областной управы Досмухамедова, члена областной управы Кусябгалиева, капитана Волкова.

Джамбейтинское восстание окончилось неудачно для восставших: в конечном итоге дружина была организована, а порядок в посёлке восстановлен. Уральским казачьим войском послан отряд казаков для поддержания в степи и джамбейтинском базаре порядка. И лишь немногим из восставших удалось перейти линию фронта и войти в состав 25-й дивизии В.И. Чапаева.